# Moisiej Uricki
Moisiej Sołomonowicz Uricki (ros. Моисей Соломонович Урицкий, ur. 2 stycznia?/14 stycznia 1873 w Czerkasach, zm. 30 sierpnia 1918 w Piotrogrodzie) – rosyjski socjaldemokrata i komunista pochodzenia żydowskiego. Działacz Socjaldemokratycznej Partii Robotniczej Rosji różnych frakcji (kolejno: Bund, mienszewicy, międzydzielnicowcy, bolszewicy). Od września 1917 członek Komitetu Centralnego SDPRR(b), następnie Rosyjskiej Partii Komunistycznej (bolszewików), szef piotrogrodzkiego Czeka. 

## Życiorys
Urodził się w rodzinie żydowskiego kupca. W 1897 ukończył prawo na Uniwersytecie św. Włodzimierza w Kijowie, rok później wstąpił do Socjaldemokratycznej Partii Robotniczej Rosji, gdzie zajmował się kolportażem bezdebitowych wydawnictw partyjnych. W 1899 został aresztowany i zesłany do Olokminska w obwodzie jakuckim. W składzie SDPRR był członkiem Bundu, który był jej członem autonomicznym (podobnie jak SDKPiL). W 1903 opowiedział się za mienszewikami. W 1905 wziął udział w rewolucji w Petersburgu i Krasnojarsku, za co w 1906 został zesłany do Wołogdy i  guberni archangielskiej. 
W sierpniu 1912 uczestniczył w zjeździe SDPRR w Wiedniu. W czasie I wojny światowej członek frakcji międzydzielnicowców w SDPRR. Po rewolucji lutowej i obaleniu caratu wrócił do Piotrogrodu, po połączeniu frakcji międzydzielnicowców z bolszewikami wszedł we wrześniu 1917 w skład Komitetu Centralnego Socjaldemokratycznej Partii Robotników Rosji (bolszewików), wszedł również w skład Piotrogrodzkiej Rady Delegatów Robotniczych i Żołnierskich z ramienia bolszewików. Pisywał do "Prawdy", "Wpieriod" i innych gazet bolszewickich. 
W czasie rewolucji październikowej członek Komitetu Wojskowo-Rewolucyjnego w Piotrogrodzie, później komisarz w komisariacie ludowym spraw zagranicznych. W demokratycznych wyborach w listopadzie 1917 wybrany na deputowanego do Konstytuanty z listy partii bolszewików. W styczniu 1918 uczestniczył w rozpędzeniu Konstytuanty. Niechętnie odnosił się do podpisania przez bolszewików traktatu brzeskiego. 
Od marca 1918 stał na czele piotrogrodzkiej Czeka, był również komisarzem spraw wewnętrznych obwodu północnego RFSRR. Odpowiedzialny za zbrodnie czerwonego terroru w Piotrogrodzie i jego okolicach. 30 sierpnia został zabity przez poetę Leonida Kannegisera w westybulu piotrogrodzkiego komisariatu spraw wewnętrznych przy Placu Pałacowym. Pochowano go na Polu Marsowym w Piotrogrodzie. Jego śmierć, równoległa do zamachu na Lenina dokonanego przez Fanny Kapłan stała się pretekstem do wydania przez bolszewików dekretów o masowym "czerwonym terrorze" i udzielenia Czeka nieograniczonych pełnomocnictw w tym zakresie.